# 데팅겐 전투
데팅겐 전투는 오스트리아 왕위 계승 전쟁 중이던 1743년 6월 27일 바이에른주의 칼슈타인 암 마인 근처에서 벌어졌다. 영국, 하노버, 오스트리아 병력으로 구성된 동맹군, 즉 실용군은 노아유 공작이 지휘하는 프랑스군을 격파했다.
스태어 백작이 작전 통제권을 행사했지만, 연합군은 명목상 조지 2세가 지휘했으며, 데팅겐은 영국의 군주가 직접 전투를 지휘한 마지막 사례였다. 이 전투는 전쟁 전체에 큰 영향을 미치지 않았으며, '대단한 승리라기보다는 행운의 탈출'로 묘사되었다.

## 배경
오스트리아 왕위 계승 전쟁의 직접적인 원인은 1740년 합스부르크가의 직계 마지막 남성인 카를 6세 황제의 죽음으로, 그의 장녀 마리아 테레지아가 합스부르크 군주국의 상속자가 된 것이었다. 살리카 법전이 여성이 합스부르크 계승권을 갖는 것을 금지했기 때문에, 제국의회는 마리아 테레지아의 상속을 허용하는 1713년 국사조칙을 통과시켰지만, 이 법은 가장 가까운 남성 상속인인 바이에른의 카를 알브레히트에 의해 이의가 제기되었다.
내부 왕조 분쟁은 군주국이 신성 로마 제국에서 가장 강력한 단일 요소였기 때문에 유럽 문제로 확대되었다. 주로 독일 국가들의 연방이었던 신성 로마 제국은 신성 로마 황제가 수장이었으며, 이론상으로는 선출직이었지만 1440년부터 합스부르크가가 차지해 왔다. 1742년 1월, 바이에른의 카를은 프랑스, 프로이센, 작센주의 지원을 받아 300년 만에 합스부르크가 아닌 첫 황제가 되었다. 오스트리아와 마리아 테레지아는 실용 동맹군인 영국, 하노버, 네덜란드 공화국의 지원을 받았다.

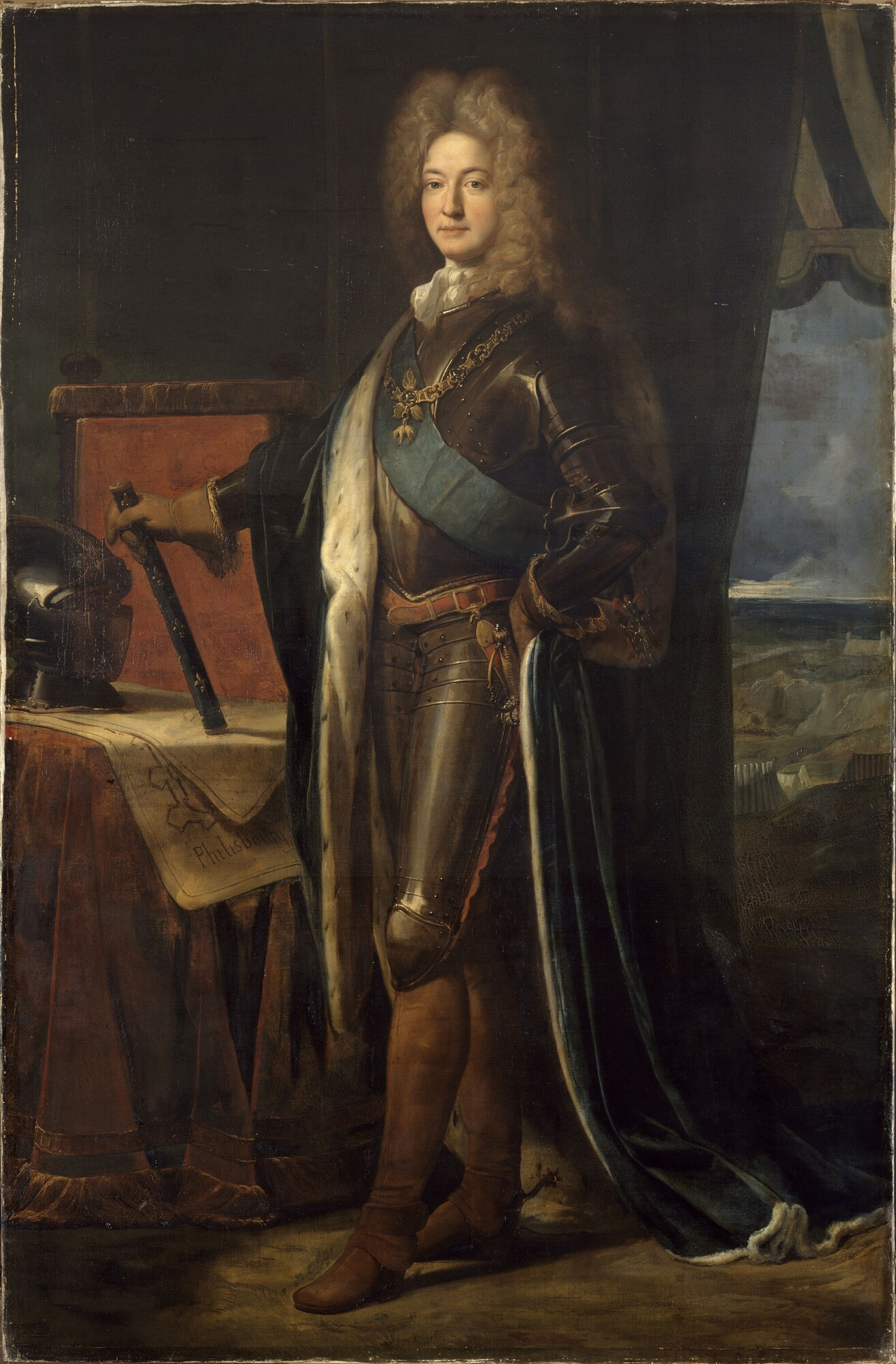
프랑스 지휘관 노아유

1740년 12월, 프로이센은 총 제국 수입의 10%를 생산하는 부유한 오스트리아 지방인 실레시아를 침공했다. 이어서 프랑스, 작센, 바이에른이 보헤미아를 점령했고, 스페인도 1713년에 잃었던 북부 이탈리아의 소유지를 되찾기 위해 전쟁에 참여했다. 압박을 완화하기 위해 1742년 초 영국은 지중해에 해군 비행대와 스태어 백작 휘하 17,000명의 병력을 오스트리아령 네덜란드로 파견하기로 합의했다.
그러나 1742년 6월 오스트리아는 브레슬라우 조약으로 프로이센과 평화 조약을 맺었다. 이로 인해 바이에른 캠페인을 위한 자원이 풀렸고, 12월까지 바이에른 대부분이 점령되었으며, 프랑스군은 질병으로 황폐화되었다. 1743년 캠페인의 초점은 독일로 바뀌었다. 오스트리아군은 짐바흐에서 바이에른군을 격파했고, 6월 중순 연합군은 마인강 북쪽 강변에 있는 아샤펜부르크에 도착했다. 이곳에서 그들은 새로운 마인츠 선제후의 대관식에 참석하고 있던 조지 2세와 합류했다. 6월 말까지 연합군은 보급품이 부족해 하나우에 있는 가장 가까운 보급 창고로 철수했다. 도로는 데팅겐을 통과했는데, 프랑스 지휘관 노아유는 조카 그라몽 휘하 23,000명의 병력을 배치해 놓았다.

## 전투
6월 27일 오전 1시경, 연합군은 세 개 종대로 아샤펜부르크를 떠나 마인강 북쪽 강변을 따라 하나우로 향했다. 데팅겐의 프랑스군은 매우 강력한 위치에 있었다. 드 그라몽의 보병은 마을에 고정된 전선을 유지하며 슈페사르트 고지까지 이어졌고, 기병은 그들 왼쪽의 평지에 있었다. 노아유는 드 발리에르에게 마인강 남쪽 강변에 대포를 배치하여 연합군 좌측에 사격할 수 있도록 지시했다.
지휘가 부실한 기병으로 인한 불충분한 정찰은 전쟁 내내 연합군의 문제였으며, 데팅겐의 프랑스군 주둔은 그들을 놀라게 했다. 노아유가 아샤펜부르크에서 마인강을 건너 12,000명의 병력을 연합군 후방으로 보냈을 때, 그는 연합군 전체를 파괴할 큰 기대를 가졌다. 연합군 보병 지휘관 일턴은 영국과 하노버 보병 근위대를 아샤펜부르크로 돌려보내고, 나머지는 행군 종대에서 네 개의 전열로 변경하여 프랑스군 진지를 공격하도록 명령했다. 그들이 그렇게 하는 동안 프랑스 포병의 사격을 받았지만, 이것은 비교적 적은 사상자를 냈다.
노아유가 세 번이나 진지를 지키라고 명령했음에도 불구하고, 정오경 엘리트 메종 뒤 루아 기병대가 연합군 전열을 돌격했다. 누가 시작했는지는 논란이 있지만, 드 그라몽이 가장 흔한 선택이다. 프랑스 역사가 드 페리니는 1709년 말플라크 이후 전투를 보지 못했던 메종 뒤 루아는 독자적으로 전투를 이길 기회를 보았고, 다르쿠르 공작이 이끄는 그들은 첫 세 줄을 돌파하여 미숙한 영국 기병대를 혼란에 빠뜨렸다.
이어서 프랑스 근위대 보병이 산발적이고 부분적인 공격을 가했고, 이는 드 발리에르가 아군을 맞출까 봐 사격을 중단하게 만들었으며, 네 번째 줄의 영국 보병이 버틸 수 있게 했다. 하노버 포병대는 프랑스 보병에게 근거리 사격을 시작했고, 오스트리아 여단은 그들의 측면을 공격했다. 세 시간의 전투 끝에 프랑스군은 마인강 좌안으로 퇴각했으며, 대부분의 사상자는 다리 중 하나가 무너졌을 때 발생했다. 실용군은 하나우로 계속 전진했다. 비록 그들이 승리를 활용할 수 있었을 것이라고 제안되기도 했지만, 그들은 경쟁적인 강을 건너는 것을 시도할 만한 상태가 아니었다. 그들의 위태로운 위치는 더 빠르게 움직이기 위해 부상자들을 버려야 했던 필요성에서 드러났다.

## 영향

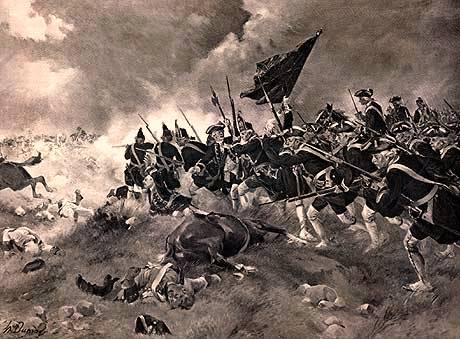
1743년 6월 27일 데팅겐 전투

조지 2세는 수많은 승진과 보상을 내렸지만, 데팅겐은 일반적으로 행운의 탈출로 여겨진다. 보급 부족으로 철수할 수밖에 없었던 연합군은 탈출했지만 부상자들을 버려야 했고, 만약 노아유의 명령이 따랐더라면 심각한 패배를 겪었을 수도 있었다. 연합군 기병대는 형편없이 활약하여 퇴각로에서 13 km (8 mi)도 안 되는 거리에 있는 23,000명의 병력을 찾아내지 못했고, 많은 기병들은 말들을 통제할 수 없었다고 한다. 보병의 훈련과 규율만이 군대를 파괴에서 구했고, 영국 육군사관학교의 훈련 중대 중 하나는 이러한 사실을 인정하여 '데팅겐'으로 명명되었다.
9월 30일, 연합군은 나사우 오우웨르케르크 백작 휘하의 네덜란드군 14,000명의 증원을 받았다. 그러나 프랑스군의 철수로 인해 하노버에 대한 위협이 일시적으로 사라졌으므로, 조지 2세는 스태어의 조언에 반하여 캠페인을 종료하기로 결정했다. 그들은 이후 네덜란드에서 겨울 숙영을 했다. 노아유는 1744년 초 프랑스 외무장관으로 임명되었고, 드 그라몽은 1745년 퐁트누아에서 전사했다. 70세의 스태어는 은퇴했고, 그를 대신하여 역시 노령인 조지 웨이드가 임명되었다.
전투와 그의 후원자 조지 2세를 기리기 위해 헨델은 데팅겐 테 데움과 데팅겐 찬가를 작곡했다.

## 내용주
1. ↑  다른 추정에 따르면 2,000명에서 3,000명 사이였다.[4]
2. ↑  헤센 주립 기록 보관소 마르부르크 21 WHK 빌헬름스회허 크리크카르텐 Bd. 21: 오스트리아 왕위 계승 전쟁 1740–1748 아헨 평화까지 관계 S3, 총 4,104명의 사망자 또는 부상자를 기록하고 있다. 독일 문서에는 포병과 기병의 총계가 다소 높게 나와 있으며, 다리 붕괴로 많은 사람이 익사했고, '실종자'는 포함되지 않았다.
3. ↑  독일어: Schlacht bei Dettingen
4. ↑  1713년 국사조칙의 지지자들은 일반적으로 실용 동맹군으로 알려져 있었다.
5. ↑  종종 '오스트리아'라고 불렸던 이 지역은 오스트리아, 헝가리, 크로아티아, 보헤미아, 오스트리아령 네덜란드를 포함했다.